# Radio Killer
Radio Killer je rumunská hudební skupina tvořící taneční hudbu tzv. dance styl, která svou dráhu odstartovala v roce 2009. Tuto taneční skupinu tvoří několik členů Smiley, Elefunk (Serban Cazan), DJ Cell Block, Karie, Boogie Man (Don Baxter), Crocodealer (Alex Velea),a Paul Damixie. Jméno skupiny "The Radio Killer" pochází ze skutečnosti, že radio killer znamená v americkém slangu: Každý song musí být hitem.
Se svou tvorbou se prosadili v mnoha zemích Evropy včetně Německa, Itálie, Španělska, Francie, Ruska, Slovinska, Řecka a Švýcarska dokonce se skupině podařilo obsadit přední příčky v britské hitparádě. Jejich první píseň "Voila" byla nejvíce vysílanou skladbou v Rusku a Rumunsku za rok 2009, tato skladba jim vyhrála hudební cenu označovanou jako "Best New Act", kterou uděluje hudební stanice MTV. V roce 2010 jim tato skladba přinesla ocenění Music Award udělenou v Rumunsku.
Jejich singl "Calling You" byl prvním songem rumunského DJ projektu, který pronikl do playlistu britského rádia BBC (BBC Radio 1). Jejich další skladba "Is It Love Out There" se stala hymnou pro Liberty parade, což je největší pouliční taneční party v Rumunsku.

## Členové
V hudebních klipech je nejvíce vidět tyto dva členy.
Paul Damixie
Paul Damixie má 23 let, a je DJ Radio Killer.
Lee Heart
Lee Heart (vlastním jménem Catalina Ciobanu, 3, květen 1990, Bukurešť, Rumunsko) je mladá taneční umělkyně a je také hlasem skupiny Radio Killer. Když měla 17 let, vystupovala jako doprovod během koncertu The Black Eyed Peas, který proběhl v Rumunsku během září 2007.

## Diskografie
1. Voila, 2009
2. Be Free, 2010
3. Lonely Heart, 2010
4. Don't let the music end, 2011
5. Calling you, 2012
6. Is it love out there, 2012
7. You and Me, 2012
8. Middle of the night, 2013
9. Raise me up, 2013
10. Beautiful people, 2013
11. Perfect Day,2013